# Benito Cocchi
Benito Cocchi (ur. 5 listopada 1934 w Minerbio, zm. 5 maja 2016) – włoski duchowny katolicki, biskup diecezjalny Parmy 1982-1996 i arcybiskup Modena-Nonantola 1996-2010.

## Życiorys
Święcenia kapłańskie otrzymał 14 marca 1959.
12 grudnia 1974 papież Paweł VI mianował go biskupem pomocniczym Bolonii ze stolicą tytularną Zaraï. 12 stycznia 1975 z rąk kardynała Antoniego Pomy przyjął sakrę biskupią. 22 marca 1982 mianowany biskupem diecezjalnym Parmy, a od 12 kwietnia 1996 arcybiskupem Modena-Nonantola. 27 stycznia 2010 na ręce papieża Benedykta XVI ze względu na wiek złożył rezygnację ze sprawowanej funkcji.
Zmarł 5 maja 2016.